# Verlagshaus Jacoby & Stuart
Das Verlagshaus Jacoby & Stuart wurde im Frühjahr 2008 von Edmund Jacoby, dem ehemaligen Verleger des Gerstenberg Verlags, und Nicola Stuart unter Beteiligung der französischen Verlagsgruppe La Martinière in Berlin-Prenzlauer Berg gegründet. Der Verlag ist Mitglied des Börsenvereins des Deutschen Buchhandels und der Arbeitsgemeinschaft von Jugendbuchverlagen.

## Programm und Auszeichnungen
Das Verlagsprogramm umfasst sowohl inhaltlich als auch gestalterisch anspruchsvolle Werke der Kinder- und Jugendliteratur, Bilderbücher (einschließlich Pop-up-Büchern), reich bebilderte Sachbücher für Kinder und Erwachsene, illustrierte Kochbücher, anspruchsvolle Graphic Novels sowie von namhaften Grafikern gestaltete Geschenkbücher.
Der Verlag arbeitet dabei mit international bekannten Illustratoren wie Rotraut Susanne Berner, Axel Scheffler, Jutta Bauer, ATAK, Nadia Budde, Wolf Erlbruch, Volker Pfüller, Henning Wagenbreth, Blexbolex, Christoph Niemann, Robert Nippoldt, Benjamin Lacombe oder Kitty Kahane zusammen. Zu den Autoren des Verlages zählen renommierte Schriftsteller wie Nava Semel, Micha Brumlik, Esther Kinsky, Ernst Peter Fischer, Jürg Schubiger, Robert Paul Weston oder Richard Harland sowie erfolgreiche Kinder- und Jugendbuchautoren wie Wolfram Hänel, Kirsten John, Andrea Hensgen oder Werner Färber. Darüber hinaus arbeitet Jacoby & Stuart projektbezogen mit renommierten Fotografen wie Ute Karen Seggelke, Bühnenkünstlern wie Michael Frowin, Filmschaffenden wie Arend Agthe und Bettina Kupfer oder Wissenschaftlern wie Reinhold Leinfelder.
Zahlreiche Werke des Verlagshauses Jacoby & Stuart wurden bereits mit bedeutenden Preisen geehrt. So erhielten die beiden im ersten Programm des Verlages erschienenen Kochbücher Im Reich der Schokolade und Das Jahreskochbuch den Gourmand World Cookbook Award. Lienekes Hefte der Holocaust-Überlebenden Nili Goren wurde 2009 mit dem Literaturpreis Luchs des Monats (Nr. 266) ausgezeichnet. Blexbolex’ Leute wurde im selben Jahr im Wettbewerb der Stiftung Buchkunst „Schönste Bücher aus aller Welt“ preisgewürdigt und ebenfalls 2009 für den Deutschen Jugendliteraturpreis in der Kategorie Bilderbuch nominiert. Für den Nachfolgeband Jahreszeiten wurde der Illustrator im September 2010 mit dem Illustrationspreis für Kinder- und Jugendbücher vom Gemeinschaftswerk der Evangelischen Publizistik geehrt. 2015 erhielt der Verlag den Buchlust-Publikumspreis.
In Zusammenarbeit mit dem Wissenschaftlichen Beirat der Bundesregierung Globale Umweltveränderungen (WBGU) veröffentlichte der Verlag 2013 ein Comic zur Popularisierung der Studienergebnisse des WBGU-Hauptgutachtens Welt im Wandel – Gesellschaftsvertrag für eine Große Transformation. 2019, 2020 und 2022 wurde der Verlag mit dem Deutschen Verlagspreis ausgezeichnet, davon 2022 mit einem der drei Hauptpreise. 2021 wurde ihm ein Berliner Verlagspreis zuerkannt.